# Živa-sulfid
Živa sulfid, živa(II) sulfid, HgS, je hemijsko jedinjenje žive i sumpora. Spada u kategoriju poluprovodnika. U prirodi se javlja u vidu minerala cinabarita. Postoje dve alotropske modifikacije:
- crvena (α-HgS), rašireniji u prirodi, koristi se kao pigment
- crna(metacinabarit), koji je manje rasprostranjen.

## Upotreba
Crveni živa-sulfid se koristi kao crveni pigment (poznat i kao cinober-crvena). Na osnovu svog proizvoda rastvorljivosti (koji u vodi iznosi oko 10-54 (mol/l)2).

## Literatura
- L. I. Berger (1997). Semiconductor Materials. CRC Press. ISBN 978-0-8493-8912-2.